# Despised Icon
A Despised Icon kanadai deathcore zenekar 2002-ben alakult meg Montréalban. Pályafutásuk alatt öt nagylemezt, egy DVD-t, két demót, egy split albumot és egy EP-t dobtak piacra. 2010-ben feloszlottak, de 2014 óta megint együtt vannak. Magyarországon legelőször 2008-ban léptek fel az A38 Hajón, másodszor 2016-ban.

## Tagok
- Steve Marois - ének
- Alex Erian - ének
- Eric Jarrin - gitár
- Ben Landreville - ritmusgitár
- Yannick St. Armand - samples
- Sebastien Piché - basszusgitár
- Alex Pelletier - dobok

## Diszkográfia
Stúdióalbumok
- Consumed by Your Poison (2002)
- The Healing Process (2005)
- The Ills of Modern Man (2007)
- Day of Mourning (2009)
- Beast (2016)
- Purgatory (2019)

Egyéb kiadványok
- Demos 2002 and 2004 (2006)
- Syndicated Murderers (EP, 2004)
- Bodies in the Gears of Apparatus/Despised Icon (split lemez, 2005)
- Montreal Assault (DVD, 2009)